# Integración Estudiantil
Integración Estudiantil es un movimiento estudiantil peruano de izquierda que tiene presencia política principalmente en la Universidad Nacional Mayor de San Marcos y la Universidad Nacional de Ingeniería. Es una de las organizaciones estudiantiles participantes en el activismo contra el gobierno de Alberto Fujimori y el rechazo a la Comisión Reorganizadora, obteniendo desde ese tiempo una importante participación en el movimiento interuniversitario que se articula para lograr la caída del régimen autoritario.

## Historia
En el contexto del régimen de Alberto Fujimori y Vladimiro Montesinos– actualmente sentenciados por crímenes de lesa humanidad y corrupción– una nueva generación de jóvenes estudiantes y militantes de izquierda se organizaron en las universidades para articularse a la resistencia antidictatorial.
Por eso, el 19 de abril de 1998, nace Integración Estudiantil. Su manifiesto fomenta la autonomía universitaria, los derechos estudiantiles, educación gratuita y de calidad para el pueblo y el retiro de las comisiones interventoras y bases militares de las universidades.
En julio del 2010, iniciaron acciones legales por difamación hacia los diarios El Comercio (en la edición del 18 de junio) y La Razón (edición 20 de junio); en la que los vinculaban a la organización terrorista Sendero Luminoso. Grupo con el cual han deslindado históricamente, desde su fundación.